# Christian Burtscher
Christian Burtscher (* 6. März 1950 in Nofels) ist  ein ehemaliger österreichischer Politiker (BL) und Lehrer. Er war von 1989 bis 1999 Abgeordneter zum Salzburger Landtag, Klubobmann der Bürgerliste im Landtag sowie Bundesobmann der Grünen Bildungswerkstatt.

## Ausbildung und Beruf
Burtscher besuchte zunächst die Volksschule und wechselte danach an das Bundesgymnasium Feldkirch. Er legte 1968 die Matura ab und studierte Rechtswissenschaften an der Universität Innsbruck und der Universität Salzburg. Er promovierte 1972 zum Doktor der Rechte (Dr. iur.) und war in der Folge als Lehrer an der HTL Hallein tätig.

## Politik und Funktionen
Burtscher begann seine politische Karriere in der  Lokalpolitik, wobei er 1984 Mitglied der Gemeindevertretung von Grödig wurde. Er wirkte in der Folge mit mehreren Unterbrechungen als Mitglied der Grödiger Gemeindevertretung. 1986 übernahm er die Funktion des Landessprechers der Bürgerliste Salzburg-Land, die er zunächst bis 1989 innehatte. 1994 wurde er erneut zum Landessprecher gewählt, wobei er bis 1999 in dieser Funktion wirkte. Er wurde zudem am 3. Mai 1987 bei der konstituierenden Generalversammlung der Grünen Bildungswerkstatt zu deren Obmann gewählt und übte dieses Amt bis 1989 aus. Im Zuge der Landtagswahl 1989 wurde Burtscher zum Spitzenkandidaten der Salzburger Bürgerliste gewählt. Nachdem die Bürgerliste rund 6 % der Stimmen und zwei Mandate erzielt hatte, konnte Burtscher gemeinsam mit Karoline Hochreiter in den Landtag einziehen. Er fungierte in der Folge vom 3. Mai 1989 bis zum 26. April 1999 als Landtagsabgeordneter und wurde 1994 auch zum Klubobmann der Grünen im Landtag gewählt. Vor der Landtagswahl 1999 wurde Burtscher im Juli 1998 bereits zum dritten Mal als Spitzenkandidat bestätigt, trat jedoch am 13. Oktober 1998 überraschend als Landesvorsitzender der Salzburger Bürgerliste zurück, da er in seiner politischen Laufbahn zu viele Kompromisse eingegangen sei.
Burtscher versuchte seine politische Karriere auf Bundesebene fortzusetzen, scheiterte jedoch bei der Nationalratswahl 1999 knapp am Erreichen eines Grundmandates. Im Zuge der Nationalratswahl scheiterte er wiederum gegen Heidemarie Rest-Hinterseer bei den Grünen Vorwahlen.